# Gunung Senalueh
Gunung Senalueh är en kulle i Indonesien.   Den ligger i provinsen Aceh, i den västra delen av landet, 1 600 km nordväst om huvudstaden Jakarta. Toppen på Gunung Senalueh är 157 meter över havet, eller 61 meter över den omgivande terrängen. Bredden vid basen är 0,75 km.
Terrängen runt Gunung Senalueh är kuperad åt nordost, men åt sydväst är den platt. Havet är nära Gunung Senalueh åt sydväst.Runt Gunung Senalueh är det ganska glesbefolkat, med 35 invånare per kvadratkilometer. I omgivningarna runt Gunung Senalueh växer i huvudsak städsegrön lövskog.